# Hemerophanes litigiosa
Hemerophanes litigiosa är en fjärilsart som beskrevs av Erich Martin Hering 1926. Hemerophanes litigiosa ingår i släktet Hemerophanes och familjen tofsspinnare. Inga underarter finns listade i Catalogue of Life.